# Tomás Moreno Daoíz

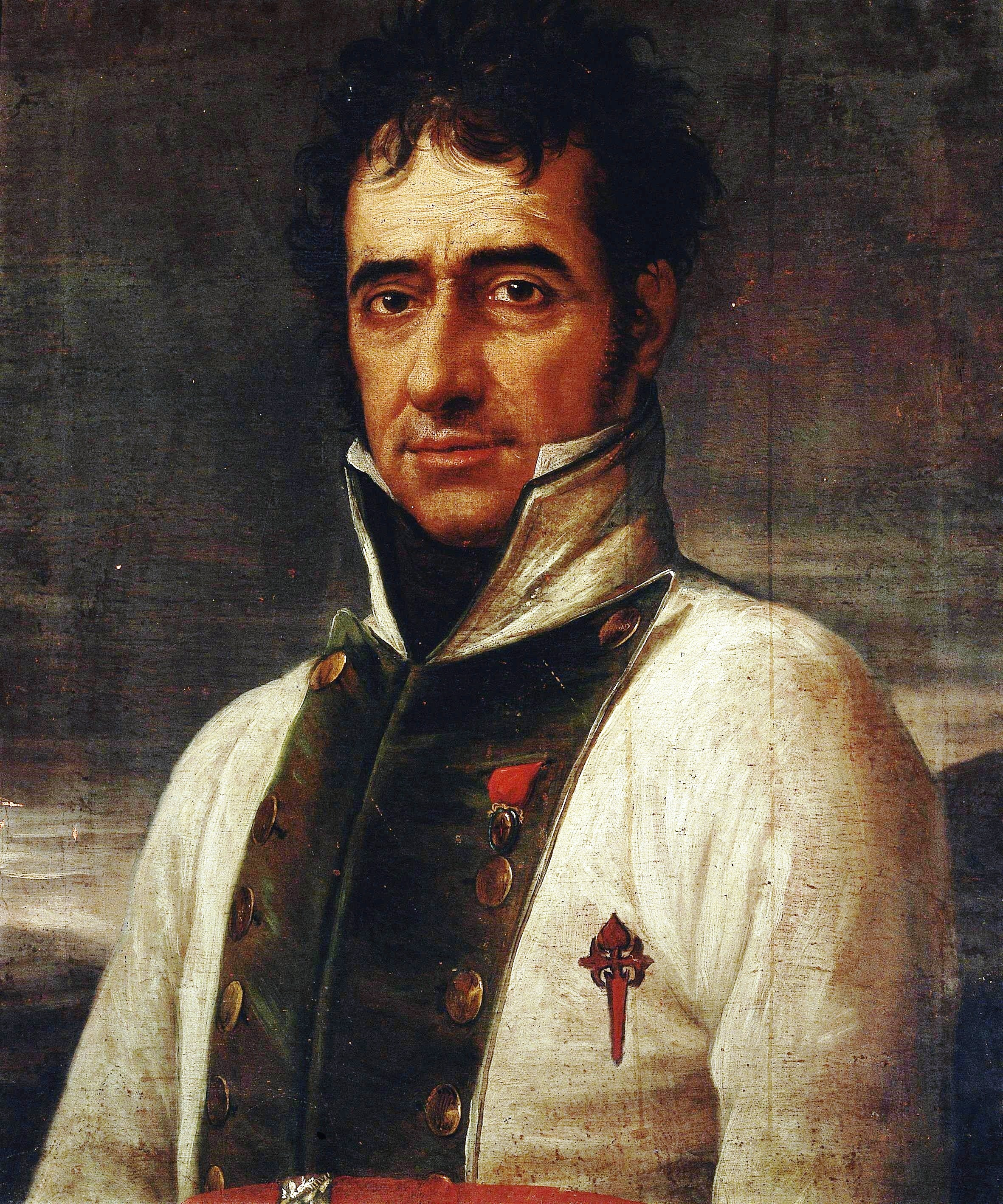
Tomás Moreno Daoíz (c. 1815), por José Aparicio. (Museo del Prado, Madrid).

Tomás Moreno Daoíz  (Madrid, 1765 –Sevilla, 29 de marzo de 1829) fue un militar y político español.  

## Biografía
Alcanzó el grado de capitán en 1781, el de brigadier en 1803, coronel en 1804 y mariscal de campo en 1808. De ideología liberal, fue secretario del Despacho de Guerra interino durante la Guerra de la Indendencia entre enero y mayo de 1814. Después fue ascendido a teniente general y fiscal de Cámara de Guerra de 1817 a 1823.
En 1820 fue nombrado Capitán General de Valladolid. Con el Trienio liberal volvió a ser ministro de guerra entre marzo y agosto de 1821. Con la restauración absolutista de Fernando VII, en 1823, fue detenido en Sevilla donde fallecería seis años después.